# Deportistas de España en los Juegos Olímpicos de Londres 2012
España estuvo representada en los Juegos Olímpicos de Londres 2012 por un total de 282 deportistas (168 hombres y 114 mujeres), conformando así la delegación más grande entre los países de habla hispana y la 10.ª de todos los países participantes.
En el listado siguiente se enumeran los miembros del equipo olímpico español por deportes, las competiciones en las que participaron y su resultado.

## Atletismo
Podrán competir como máximo tres atletas en cada prueba que hayan obtenido la mínima A; en caso de que en alguna prueba ninguno haya alcanzado esta marca, pero sí haya uno o más con la mínima B, entonces podrá participar únicamente un atleta con este tipo de marca.
En total se clasificaron 50 atletas (29 hombres y 21 mujeres).
Masculino
Eventos de pista y ruta
| Atleta                     | Evento            | Eliminatoria | Eliminatoria | Cuartos | Cuartos   | Semifinal | Semifinal | Final     | Final     |        |     |
| Atleta                     | Evento            | Puesto       | Resultado    | Puesto  | Resultado | Puesto    | Resultado | Puesto    | Resultado | Puesto |     |
| -------------------------- | ----------------- | ------------ | ------------ | ------- | --------- | --------- | --------- | --------- | --------- | ------ | --- |
| Ángel David Rodríguez      | 100 m             | Exento       | Exento       | 10.34   | 5         | No avanzó | No avanzó | No avanzó | No avanzó |        |     |
| Kevin López                | 800 m             | 1:48.27      | 3 Q          | —       | —         | 1:46.66   | 6         | No avanzó | No avanzó |        |     |
| Antonio Manuel Reina       | 800 m             | 1:47.44      | 3 Q          | —       | —         | 1:45.84   | 6         | No avanzó | No avanzó |        |     |
| Luis Alberto Marco         | 800 m             | 1:46.86      | 3 Q          | —       | —         | 1:46.19   | 6         | No avanzó | No avanzó |        |     |
| David Bustos               | 1500 m            | 3:41.34      | 8            | —       | —         | No avanzó | No avanzó | No avanzó | No avanzó |        |     |
| Álvaro Rodríguez           | 1500 m            | 3:41.54      | 12           | —       | —         | No avanzó | No avanzó | No avanzó | No avanzó |        |     |
| Diego Ruiz                 | 1500 m            | 3:41.52      | 7            | —       | —         | No avanzó | No avanzó | No avanzó | No avanzó |        |     |
| Ayad Lamdassen             | 10000 m           | —            | —            | —       | —         | —         | —         | 28:49.85  | 23        |        |     |
| Ignacio Cáceres            | Maratón           | —            | —            | —       | —         | —         | —         | 2:17:11   | 31        |        |     |
| Carles Castillejo          | Maratón           | —            | —            | —       | —         | —         | —         | 2:16:17   | 24        |        |     |
| José Carlos Hernández      | Maratón           | —            | —            | —       | —         | —         | —         | 3:48:32   | 20        |        |     |
| Miguel Ángel López         | 20 km marcha      | —            | —            | —       | —         | —         | —         | 1:19:49   | 5         |        |     |
| Álvaro Martín              | 20 km marcha      | —            | —            | —       | —         | —         | —         | DNF       | DNF       | DNF    | DNF |
| Jesús Ángel García Bragado | 50 km marcha      | —            | —            | —       | —         | —         | —         | 3:48:32   | 20        |        |     |
| Mikel Odriozola            | 50 km marcha      | —            | —            | —       | —         | —         | —         | 4:02:48   | 42        |        |     |
| Benjamín Sánchez           | 50 km marcha      | —            | —            | —       | —         | —         | —         | 4:14:40   | 50        |        |     |
| Jackson Quiñónez           | 110 m vayas       | 13.76        | 4            | —       | —         | No avanzó | No avanzó | No avanzó | No avanzó |        |     |
| Abdelaziz Merzougui        | 3000 m obstáculos | 8:58.20      | 12           | —       | —         | —         | —         | No avanzó | No avanzó |        |     |
| Ángel Mullera              | 3000 m obstáculos | 8:38.07      | 11           | —       | —         | —         | —         | No avanzó | No avanzó |        |     |
| Víctor García              | 3000 m obstáculos | DNF          | DNF          | —       | —         | —         | —         | No avanzó | No avanzó |        |     |

Concursos
| Atleta            | Evento                  | Calficación | Calficación | Final     | Final     |
| Atleta            | Evento                  | Distancia   | Posición    | Distancia | Posición  |
| ----------------- | ----------------------- | ----------- | ----------- | --------- | --------- |
| Igor Bychkov      | Salto con pértiga       | 5.50        | 9 Q         | 5.50      | 12        |
| Frank Casañas     | Lanzamiento de disco    | 63.76       | 11 Q        | 65.56     | 7         |
| Mario Pestano     | Lanzamiento de disco    | 63.40       | 14          | No avanzó | No avanzó |
| Javier Cienfuegos | Lanzamiento de martillo | 73.73       | 16          | No avanzó | No avanzó |
| Luis Felipe Méliz | Salto de longitud       | DNF         | DNF         | No avanzó | No avanzó |
| Eusebio Cáceres   | Salto de longitud       | 7.92        | 14          | No avanzó | No avanzó |
| Borja Vivas       | Lanzamiento de bala     | 18.88       | 31          | No avanzó | No avanzó |

Femenino
Evento de pista y ruta
| Atleta             | Evento            | Eliminatoria | Eliminatoria | Cuartos | Cuartos   | Semifinal | Semifinal | Final     | Final     |        |
| Atleta             | Evento            | Puesto       | Resultado    | Puesto  | Resultado | Puesto    | Resultado | Puesto    | Resultado | Puesto |
| ------------------ | ----------------- | ------------ | ------------ | ------- | --------- | --------- | --------- | --------- | --------- | ------ |
| Aauri Bokesa       | 400 m             | 53.67        | 6            | —       | —         | No avanzó | No avanzó | No avanzó | No avanzó |        |
| Nuria Fernández    | 1500 m            | 4:13.72      | 4 Q          | —       | —         | 4:06.57   | 10        | No avanzó | No avanzó |        |
| Isabel Macías      | 1500 m            | 4:13.07      | 12           | —       | —         | No avanzó | No avanzó | No avanzó | No avanzó |        |
| Natalia Rodríguez  | 1500 m            | 4:16.18      | 14           | —       | —         | No avanzó | No avanzó | No avanzó | No avanzó |        |
| Judit Plá          | 5000 m            | 15:20.39     | 12           | —       | —         | —         | —         | No avanzó | No avanzó |        |
| Alessandra Aguilar | Maratón           | —            | —            | —       | —         | —         | —         | 2:29:19   | 26        |        |
| Elena María Espeso | Maratón           | —            | —            | —       | —         | —         | —         | 2:36:12   | 61        |        |
| Vanessa Veiga      | Maratón           | —            | —            | —       | —         | —         | —         | 2:46:53   | 97        |        |
| Marta Domínguez    | 3000 m obstáculos | 9:29.71      | 4 Q          | —       | —         | —         | —         | 9:36.45   | 12        |        |
| Diana Martín       | 3000 m obstáculos | 9:35.77      | 8            | —       | —         | —         | —         | No avanzó | No avanzó |        |
| Beatriz Pascual    | 20 km marcha      | —            | —            | —       | —         | —         | —         | 1:27:56   | 8         |        |
| María José Poves   | 20 km marcha      | —            | —            | —       | —         | —         | —         | 1:29:36   | 12        |        |
| María Vasco        | 20 km marcha      | —            | —            | —       | —         | —         | —         | 1:28:14   | 10        |        |

Concursos
| Atleta              | Evento                  | Calificación | Calificación | Final     | Final     |
| Atleta              | Evento                  | Distancia    | Posición     | Distancia | Posición  |
| ------------------- | ----------------------- | ------------ | ------------ | --------- | --------- |
| Ruth Beitia         | Salto de altura         | 1.93         | 2 Q          | 2.00      | 4         |
| Noraida Bicet       | Lanzamiento de jabalina | 57.77        | 25           | No avanzó | No avanzó |
| Berta Castells      | Lanzamiento de martillo | 68.41        | 21           | No avanzó | No avanzó |
| Concepción Montaner | Salto de longitud       | 6.30         | 19           | No avanzó | No avanzó |
| Úrsula Ruiz         | Lanzamiento de bala     | 17.99        | 17           | No avanzó | No avanzó |
| Patricia Sarrapio   | Triple salto            | 13.64        | 26           | No avanzó | No avanzó |

## Bádminton
| Atleta         | Evento               | Fase de grupos              | Fase de grupos                   | Fase de grupos  | Fase de grupos | Eliminatoria    | Cuartos         | Semifinales     | Final           | Final     |
| Atleta         | Evento               | Rival Resultado             | Rival Resultado                  | Rival Resultado | Puesto         | Rival Resultado | Rival Resultado | Rival Resultado | Rival Resultado | Puesto    |
| -------------- | -------------------- | --------------------------- | -------------------------------- | --------------- | -------------- | --------------- | --------------- | --------------- | --------------- | --------- |
| Pablo Abián    | Individual masculino | Hidayat (INA) D 20–22 11–21 | Koukal (CZE) V 21–17 16–21 21–16 | —               | 2              | No avanzó       | No avanzó       | No avanzó       | No avanzó       | No avanzó |
| Carolina Marín | Individual femenino  | Li Xr (CHN) D 13–21 11–21   | Rivero (PER) V 21–17 21–7        | —               | 2              | No avanzó       | No avanzó       | No avanzó       | No avanzó       | No avanzó |

## Baloncesto
La Selección de baloncesto de España se clasificó llegando a la final del EuroBasket 2011
Equipo masculino
Fase de grupos
|   | Equipo       | Pts | PG | PP | PF  | PC  | Dif  |
| - | ------------ | --- | -- | -- | --- | --- | ---- |
| 1 | Rusia        | 9   | 4  | 1  | 400 | 359 | 41   |
| 2 | Brasil       | 9   | 4  | 1  | 402 | 349 | 53   |
| 3 | España       | 8   | 3  | 2  | 414 | 394 | 20   |
| 4 | Australia    | 8   | 3  | 2  | 410 | 373 | 37   |
| 5 | Gran Bretaña | 6   | 1  | 4  | 380 | 405 | −25  |
| 6 | China        | 5   | 0  | 5  | 313 | 439 | −126 |

| 29 de julio, 16:45                    | España                                | 97 - 81                               | China                                                                                      |  |
| Reporte                               |                                       |                                       |                                                                                            |  |
| Parciales: 19-17, 34-24, 16-19, 28-21 | Parciales: 19-17, 34-24, 16-19, 28-21 | Parciales: 19-17, 34-24, 16-19, 28-21 | Arena de Baloncesto, Londres Árbitro(s): Luigi Lamonica Felicia Grinter Fernando Sampietro |  |
| P. Gasol 21                           | Pts                                   | 30 J. Yi                              | Arena de Baloncesto, Londres Árbitro(s): Luigi Lamonica Felicia Grinter Fernando Sampietro |  |
| P. Gasol 11                           | Rebs                                  | 12 J. Yi                              | Arena de Baloncesto, Londres Árbitro(s): Luigi Lamonica Felicia Grinter Fernando Sampietro |  |
| M. Gasol 5                            | Asists                                | 5 Chen                                | Arena de Baloncesto, Londres Árbitro(s): Luigi Lamonica Felicia Grinter Fernando Sampietro |  |

| 31 de julio, 11:15                    | Australia                             | 70 - 82                               | España                                                                             |  |
| Reporte                               |                                       |                                       |                                                                                    |  |
| Parciales: 19-14, 13-23, 10-26, 28-19 | Parciales: 19-14, 13-23, 10-26, 28-19 | Parciales: 19-14, 13-23, 10-26, 28-19 | Arena de Baloncesto, Londres Árbitro(s): Carl Jungebrand Borys Ryzhyk José Carrión |  |
| Ingles, Newley 12                     | Pts                                   | 20 P. Gasol                           | Arena de Baloncesto, Londres Árbitro(s): Carl Jungebrand Borys Ryzhyk José Carrión |  |
| Andersen 7                            | Rebs                                  | 12 Reyes                              | Arena de Baloncesto, Londres Árbitro(s): Carl Jungebrand Borys Ryzhyk José Carrión |  |
| Dellavedova 5                         | Asists                                | 3 Calderón, Rodríguez, Fernández      | Arena de Baloncesto, Londres Árbitro(s): Carl Jungebrand Borys Ryzhyk José Carrión |  |

| 2 de agosto, 20:00                    | España                                | 79 - 78                               | Gran Bretaña                                                                      |  |
| Reporte                               |                                       |                                       |                                                                                   |  |
| Parciales: 24-15, 13-14, 23-19, 19-30 | Parciales: 24-15, 13-14, 23-19, 19-30 | Parciales: 24-15, 13-14, 23-19, 19-30 | Arena de Baloncesto, Londres Árbitro(s): William Kennedy Sasa Pukl Olegs Latisevs |  |
| Calderón 19                           | Pts                                   | 26 Deng                               | Arena de Baloncesto, Londres Árbitro(s): William Kennedy Sasa Pukl Olegs Latisevs |  |
| San Emeterio 10                       | Rebs                                  | 9 Deng                                | Arena de Baloncesto, Londres Árbitro(s): William Kennedy Sasa Pukl Olegs Latisevs |  |
| Fernández 7                           | Asists                                | 7 Deng                                | Arena de Baloncesto, Londres Árbitro(s): William Kennedy Sasa Pukl Olegs Latisevs |  |

| 4 de agosto, 11:15                    | Rusia                                 | 77 - 74                               | España                                                                                           |  |
|                                       |                                       |                                       |                                                                                                  |  |
| Parciales: 11-28, 21-12, 24-13, 21-21 | Parciales: 11-28, 21-12, 24-13, 21-21 | Parciales: 11-28, 21-12, 24-13, 21-21 | Arena de Baloncesto, Londres Árbitro(s): Christos Christodoulou Jorge Vázquez Fernando Sampietro |  |
| Fridzon 24                            | Pts                                   | 20 P. Gasol                           | Arena de Baloncesto, Londres Árbitro(s): Christos Christodoulou Jorge Vázquez Fernando Sampietro |  |
| Mozgov 9                              | Rebs                                  | 9 M. Gasol                            | Arena de Baloncesto, Londres Árbitro(s): Christos Christodoulou Jorge Vázquez Fernando Sampietro |  |
| Ponkrashov 11                         | Asists                                | 3 Rodríguez, Calderón                 | Arena de Baloncesto, Londres Árbitro(s): Christos Christodoulou Jorge Vázquez Fernando Sampietro |  |

| 6 de agosto, 20:00                    | España                                | 82 - 88                               | Brasil                                                                                  |  |
| Reporte                               |                                       |                                       |                                                                                         |  |
| Parciales: 26-17, 18-21, 22-19, 16-31 | Parciales: 26-17, 18-21, 22-19, 16-31 | Parciales: 26-17, 18-21, 22-19, 16-31 | Arena de Baloncesto, Londres Árbitro(s): Pablo Estévez Jorge Vázquez Robert Lottermoser |  |
| P. Gasol 25                           | Pts                                   | 23 Barbosa                            | Arena de Baloncesto, Londres Árbitro(s): Pablo Estévez Jorge Vázquez Robert Lottermoser |  |
| P. Gasol 7                            | Rebs                                  | 7 Varejão                             | Arena de Baloncesto, Londres Árbitro(s): Pablo Estévez Jorge Vázquez Robert Lottermoser |  |
| Navarro, Calderón, M. Gasol 4         | Asists                                | 6 Huertas                             | Arena de Baloncesto, Londres Árbitro(s): Pablo Estévez Jorge Vázquez Robert Lottermoser |  |

Cuartos de final
| 8 de agosto, 16:15                   | Francia                              | 59 - 66                              | España                                                                                              |  |
| Reporte                              |                                      |                                      | |  |
| Parciales: 22-17, 15-17, 16-17, 6-15 | Parciales: 22-17, 15-17, 16-17, 6-15 | Parciales: 22-17, 15-17, 16-17, 6-15 | North Greenwich Arena, Londres Árbitro(s): Cristiano Maranho William Kennedy Christos Christodoulou |  |
| Parker 15                            | Pts                                  | M. Gasol 14                          | North Greenwich Arena, Londres Árbitro(s): Cristiano Maranho William Kennedy Christos Christodoulou |  |
| Diaw 8                               | Rebs                                 | P. Gasol 11                          | North Greenwich Arena, Londres Árbitro(s): Cristiano Maranho William Kennedy Christos Christodoulou |  |
| Diaw 5                               | Asists                               | P. Gasol 3                           | North Greenwich Arena, Londres Árbitro(s): Cristiano Maranho William Kennedy Christos Christodoulou |  |

Semifinal
| 10 de agosto, 18:00                  | España                               | 67 - 59                              | Rusia                                                                                   |  |
| Reporte                              |                                      |                                      |                                                                                         |  |
| Parciales: 9-12, 11-19, 26-15, 21-13 | Parciales: 9-12, 11-19, 26-15, 21-13 | Parciales: 9-12, 11-19, 26-15, 21-13 | North Greenwich Arena, Londres Árbitro(s): Luigi Lamonica Ilija Belošević Marcos Benito |  |
| P. Gasol 16                          | Pts                                  | Kaun 14                              | North Greenwich Arena, Londres Árbitro(s): Luigi Lamonica Ilija Belošević Marcos Benito |  |
| P. Gasol 12                          | Rebs                                 | kirilenko 8                          | North Greenwich Arena, Londres Árbitro(s): Luigi Lamonica Ilija Belošević Marcos Benito |  |
| tres jugadores 3                     | Asists                               | Shved 7                              | North Greenwich Arena, Londres Árbitro(s): Luigi Lamonica Ilija Belošević Marcos Benito |  |

Partido por la medalla de oro
| 12 de agosto, 16:00 | Estados Unidos                 | 107-100 | España |  |
|                     | North Greenwich Arena, Londres |         |        |  |

## Balonmano
Masculino
- Equipo masculino: Julen Aguinagalde, Mikel Aguirrezabalaga, Joan Cañellas, Raúl Entrerríos, Gedeón Guardiola, Eduardo Gurbindo, José Javier Hombrados, Jorge Maqueda, Viran Morros, Albert Rocas, Daniel Sarmiento, Arpad Šterbik, Víctor Tomás y Cristian Ugalde (14 jugadores)

Fase de grupos
| País      | Jug | G | E | P | GF  | GC  | DG  | Puntos |
| --------- | --- | - | - | - | --- | --- | --- | ------ |
| Croacia   | 5   | 5 | 0 | 0 | 150 | 109 | +41 | 10     |
| Dinamarca | 5   | 4 | 0 | 1 | 124 | 129 | -5  | 8      |
| España    | 5   | 3 | 0 | 2 | 139 | 124 | +15 | 6      |
| Hungría   | 5   | 2 | 0 | 3 | 114 | 128 | -14 | 4      |
| Serbia    | 5   | 1 | 0 | 4 | 120 | 131 | −11 | 2      |
| Suecia    | 5   | 0 | 0 | 5 | 125 | 139 | −14 | 0      |

Cuartos de final
| 8 de agosto de 2012, 14:30 (UTC+1) | España        | 22:23 (12:9) | Francia     | Basketball Arena, Stratford, Londres  |                                       |
|                                    | Aguinagalde 3 | Reporte      | Sorhaindo 4 | Árbitro(s): Nikolić, Stojković Serbia | Árbitro(s): Nikolić, Stojković Serbia |

Femenino
- Equipo femenino: Macarena Aguilar, Nely Carla Alberto, Jessica Alonso, Vanessa Amorós, Andrea Barnó, Mihaela Ciobanu, Verónica Cuadrado, Patricia Elorza, Beatriz Fernández, Begoña Fernández, Marta Mangué, Carmen Martín, Silvia Navarro y Elisabeth Pinedo (14 jugadoras)

Fase de grupos
| País          | Jug | G | E | P | GF  | GC  | DG  | Puntos |
| ------------- | --- | - | - | - | --- | --- | --- | ------ |
| Francia       | 5   | 4 | 1 | 0 | 125 | 103 | +22 | 9      |
| Corea del Sur | 5   | 3 | 1 | 1 | 136 | 130 | +6  | 7      |
| España        | 5   | 3 | 1 | 1 | 119 | 114 | +5  | 7      |
| Noruega       | 5   | 2 | 1 | 2 | 118 | 120 | -2  | 5      |
| Dinamarca     | 5   | 1 | 0 | 4 | 113 | 121 | −8  | 2      |
| Suecia        | 5   | 0 | 0 | 5 | 108 | 121 | −23 | 0      |

Cuartos de final
| 7 de agosto de 2012, 13:30 (UTC+1) | Croacia  | 22:25 (12:13) | España   | Copper Box, Stratford, Londres                                                |                                                                               |
|                                    | Tatari 5 | Reporte       | Pinedo 7 | Asistencia: 4.553 espectadores · Árbitro(s): Horáček, Novotný República Checa | Asistencia: 4.553 espectadores · Árbitro(s): Horáček, Novotný República Checa |

Semifinal
| 9 de agosto de 2012, 20:30 (UTC+1) | España               | 26:27 (13:13) | Montenegro  | Basketball Arena, Stratford, Londres |                                      |
|                                    | Alberto Franciscán 6 | Reporte       | Bulatovic 9 | Árbitro(s): Krstic, Ljubic Eslovenia | Árbitro(s): Krstic, Ljubic Eslovenia |

Partido por la medalla de bronce
| 11 de agosto de 2012, 17:00 (UTC+1) | Corea del Sur | (29:31) (24:24, 13:13) | España                              | Basketball Arena, Stratford, Londres    |                                         |
|                                     | Gwon 6        | Reporte                | Albarto Franciscán, Fdez. Molinos 5 | Árbitro(s): Olesen, Perdersen Dinamarca | Árbitro(s): Olesen, Perdersen Dinamarca |

## Boxeo
España ha clasificado boxeadores para los siguientes eventos.
Masculino
| Atleta                  | Evento           | Ronda de 32           | Ronda de 16     | Cuartos         | Semifinales     | Final           | Final     |
| Atleta                  | Evento           | Rival Resultado       | Rival Resultado | Rival Resultado | Rival Resultado | Rival Resultado | Puesto    |
| ----------------------- | ---------------- | --------------------- | --------------- | --------------- | --------------- | --------------- | --------- |
| José Kelvin de la Nieve | Peso minimosca   | Quipo (ECU) D 11-14   | No avanzó       | No avanzó       | No avanzó       | No avanzó       | No avanzó |
| Jonathan Alonso         | Peso superligero | Tolouti (IRI) D 12-16 | No avanzó       | No avanzó       | No avanzó       | No avanzó       | No avanzó |

## Ciclismo

### Ruta
| Atleta               | Evento                 | Tiempo  | Puesto |
| -------------------- | ---------------------- | ------- | ------ |
| José Joaquín Rojas   | Ruta masculina         | 5:46:37 | 44     |
| Luis León Sánchez    | Ruta masculina         | 5:46:05 | 14     |
| Luis León Sánchez    | Contrarreloj masculina | 56:59   | 32     |
| Jonathan Castroviejo | Ruta masculina         | 5:46:13 | 26     |
| Jonathan Castroviejo | Contrarreloj masculina | 53:29   | 9      |
| Alejandro Valverde   | Ruta masculina         | 5:46:05 | 18     |
| Fran Ventoso         | Ruta masculina         | 5:46:37 | 31     |

### Pista
Sprint
| Atleta          | Evento               | Calificación     | Calificación | Ronda 1                       | Repesca 1                         | Ronda 2                       | Cuartos                       | Semifinal                     | Final                         | Final     |
| Atleta          | Evento               | Tiempo Velocidad | Puesto       | Rival Tiempo Velocidad (km/h) | Rival Tiempo Velocidad (km/h)     | Rival Tiempo Velocidad (km/h) | Rival Tiempo Velocidad (km/h) | Rival Tiempo Velocidad (km/h) | Rival Tiempo Velocidad (km/h) | Puestp    |
| --------------- | -------------------- | ---------------- | ------------ | ----------------------------- | --------------------------------- | ----------------------------- | ----------------------------- | ----------------------------- | ----------------------------- | --------- |
| Hodei Mazkiarán | Velocidad individual | 10.604 67.898    | 16           | Perkins (AUS) D               | Esterhuizen (RSA) Zhang M (CHN) D | No avanzó                     | No avanzó                     | No avanzó                     | No avanzó                     | No avanzó |

Keirin
| Atleta       | Evento | 1st Ronda | Repesca | 2nd Ronda | Final  |
| Atleta       | Evento | Puesto    | Puesto  | Puesto    | Puesto |
| ------------ | ------ | --------- | ------- | --------- | ------ |
| Juan Peralta | Keirin | 3         | 2 Q     | 5         | 10     |

Persecución
| Atleta                                                         | Evento                  | Calificación | Calificación | Semifinal                   | Semifinal | Final                                         | Final  |
| Atleta                                                         | Evento                  | Tiempo       | Puesto       | Rival Resultado             | Puesto    | Rival Resultado                               | Puesto |
| -------------------------------------------------------------- | ----------------------- | ------------ | ------------ | --------------------------- | --------- | --------------------------------------------- | ------ |
| Pablo Aitor Bernal Sebastián Mora David Muntaner Albert Torres | Persecución por equipos | 4:02.113     | 6 Q          | Colombia (COL) · G 3:59.520 | 6         | Dinamarca (DEN) · P 4:02.746 · (DEN 4:02.671) | 6      |

Omnium
| Atleta          | Evento           | Velocidad individual | Velocidad individual | Carrera por puntos | Carrera por puntos | Eliminación | Persecución individual | Persecución individual | Scratch | Kilómetro contrarreloj | Kilómetro contrarreloj | Total puntos | Puesto |
| Atleta          | Evento           | Tiempo               | Puesto               | Puntos             | Puesto             | Puesto      | Resultado              | Puesto                 | Puesto  | Tiempo                 | Puesto                 | Total puntos | Puesto |
| --------------- | ---------------- | -------------------- | -------------------- | ------------------ | ------------------ | ----------- | ---------------------- | ---------------------- | ------- | ---------------------- | ---------------------- | ------------ | ------ |
| Eloy Teruel     | Ómnium masculino | 13.655               | 14                   | 55                 | 3                  | 17          | 4:29.874               | 9                      | 2       | 1:05.463               | 14                     | 59           | 9      |
| Leire Olaberría | Ómnium femenino  | 14.463               | 6                    | 3                  | 12                 | 12          | 3:46.317               | 14                     | 16      | 36.393                 | 8                      | 69           | 13     |

### Bicicleta de montaña
| Atleta               | Evento         | Tiempo  | Puesto |
| -------------------- | -------------- | ------- | ------ |
| Carlos Coloma        | Campo a través | 1:30:07 | 6      |
| José Antonio Hermida | Campo a través | 1:29:36 | 4      |
| Sergio Mantecón      | Campo a través | 1:33:46 | 22     |

## Fútbol
La selección olímpica de fútbol de España se clasificó llegando a la final del Eurocopa Sub-21 de 2011.
Equipo masculino
| #  | Nombre                 | Posición       | Edad | PJ | Gol | Club                     | CC.AA.                               |
| -- | ---------------------- | -------------- | ---- | -- | --- | ------------------------ | ------------------------------------ |
| 1  | David De Gea           | Portero        | 21   | 19 | -?  | Manchester United        | Bandera de la Comunidad de Madrid    |
| 2  | César Azpilicueta      | Defensa        | 22   | 19 | 1   | Olympique de Marsella    | Bandera de Navarra                   |
| 3  | Jordi Alba             | Defensa        | 23   | 4  | 0   | F. C. Barcelona          | Bandera de Cataluña                  |
| 4  | Javi Martínez          | Defensa        | 23   | 24 | 1   | Athletic Club            | Bandera de Navarra                   |
| 5  | Álvaro Domínguez       | Defensa        | 23   | 13 | 1   | Borussia Mönchengladbach | Bandera de la Comunidad de Madrid    |
| 6  | Martín Montoya         | Defensa        | 21   | 12 | 0   | F. C. Barcelona "B"      | Bandera de Cataluña                  |
| 7  | Ander Herrera          | Centrocampista | 22   | 15 | 4   | Athletic Club            | Bandera del País Vasco               |
| 8  | «Koke»                 | Centrocampista | 20   | 4  | 1   | Atlético de Madrid       | Bandera de la Comunidad de Madrid    |
| 9  | Adrián López           | Delantero      | 24   | 19 | 8   | Atlético de Madrid       | Bandera de Asturias                  |
| 10 | Juan Mata              | Delantero      | 24   | 20 | 5   | Chelsea F.C.             | Bandera de Castilla y León           |
| 11 | Rodrigo Moreno Machado | Delantero      | 21   | 6  | 7   | S. L. Benfica            | Bandera del estado de Río de Janeiro |
| 12 | Alberto Botía          | Defensa        | 23   | 17 | 0   | Sporting de Gijón        | Bandera de la Región de Murcia       |
| 14 | «Isco»                 | Centrocampista | 20   | 6  | 4   | Málaga C.F.              | Bandera de Andalucía                 |
| 15 | Oriol Romeu            | Centrocampista | 20   | 6  | 0   | Chelsea F.C.             | Bandera de Cataluña                  |
| 17 | Cristian Tello         | Delantero      | 20   | 1  | 0   | F. C. Barcelona "B"      | Bandera de Cataluña                  |
| 18 | Iker Muniain           | Centrocampista | 19   | 11 | 1   | Athletic Club            | Bandera de Navarra                   |
| 20 | Iñigo Martínez         | Defensa        | 21   | 0  | 0   | Real Sociedad            | Bandera del País Vasco               |
| 21 | Diego Mariño           | Portero        | 22   | 3  | -?  | Villarreal C.F. "B"      | Bandera de Galicia                   |
|    |                        |                |      |    |     |                          |                                      |
|    |                        |                |      |    |     |                          |                                      |
| DT | Luis Milla             |                |      |    |     |                          | Bandera de Aragón                    |

Fase de grupos
| Equipo    | Pts | PJ | PG | PE | PP | GF | GC | Dif |
| --------- | --- | -- | -- | -- | -- | -- | -- | --- |
| Japón     | 7   | 3  | 2  | 1  | 0  | 2  | 0  | 2   |
| Honduras  | 5   | 3  | 1  | 2  | 0  | 3  | 2  | 1   |
| Marruecos | 2   | 3  | 0  | 2  | 1  | 2  | 3  | -1  |
| España    | 1   | 3  | 0  | 1  | 2  | 0  | 2  | -2  |

| 26 de julio de 2012, 12:00 | España | 0:1 (0:1) | Japón    | Hampden Park, Glasgow                                                    |                                                                          |
|                            |        | Reporte   | Otsu 34' | Asistencia: 37.726 espectadores Árbitro(s): Mark Geiger (Estados Unidos) | Asistencia: 37.726 espectadores Árbitro(s): Mark Geiger (Estados Unidos) |

| 29 de julio de 2012, 19:45 | España | 0:1 (0:1) | Honduras    | St James' Park, Newcastle                                         |                                                                   |
|                            |        | Reporte   | Bengtson 7' | Asistencia: 26.523 espectadores Árbitro(s): Juan Soto (Venezuela) | Asistencia: 26.523 espectadores Árbitro(s): Juan Soto (Venezuela) |

| 1 de agosto de 2012, 17:00 | España | 0:0     | Marruecos | Old Trafford, Mánchester                                                  |                                                                           |
|                            |        | Reporte |           | Asistencia: 35.973 espectadores Árbitro(s): Benjamin Williams (Australia) | Asistencia: 35.973 espectadores Árbitro(s): Benjamin Williams (Australia) |

## Gimnasia

### Gimnasia artística
Masculino
Equipo
| Atleta               | Evento | Calificación | Calificación      | Calificación | Calificación    | Calificación     | Calificación | Calificación | Calificación | Final     | Final             | Final     | Final           | Final            | Final      | Final     | Final     |
| Atleta               | Evento | Aparatos     | Aparatos          | Aparatos     | Aparatos        | Aparatos         | Aparatos     | Total        | Puesto       | Aparatos  | Aparatos          | Aparatos  | Aparatos        | Aparatos         | Aparatos   | Total     | Puesto    |
| Atleta               | Evento | Suelo        | Caballo con arcos | Anillas      | Salto del potro | Barras paralelas | Barra fija   | Total        | Puesto       | Suelo     | Caballo con arcos | Anillas   | Salto del potro | Barras paralelas | Barra fija | Total     | Puesto    |
| -------------------- | ------ | ------------ | ----------------- | ------------ | --------------- | ---------------- | ------------ | ------------ | ------------ | --------- | ----------------- | --------- | --------------- | ---------------- | ---------- | --------- | --------- |
| Isaac Botella Pérez  | Equipo | 14.033       | 12.900            | —            | 15.866 Q        | —                | —            | —            | —            | No avanzó | No avanzó         | No avanzó | No avanzó       | No avanzó        | No avanzó  | No avanzó | No avanzó |
| Javier Gómez Fuertes | Equipo | 14.833       | 13.833            | 13.900       | 15.958          | 15.066           | 14.544       | 88.123       | 16 Q         | No avanzó | No avanzó         | No avanzó | No avanzó       | No avanzó        | No avanzó  | No avanzó | No avanzó |
| Fabián González      | Equipo | 15.266       | 14.733            | 14.033       | 16.000          | 13.333           | 15.000       | 88.365       | 15 Q         | No avanzó | No avanzó         | No avanzó | No avanzó       | No avanzó        | No avanzó  | No avanzó | No avanzó |
| Rubén López          | Equipo | —            | —                 | 14.900       | 14.733          | 14.300           | —            | —            | —            | No avanzó | No avanzó         | No avanzó | No avanzó       | No avanzó        | No avanzó  | No avanzó | No avanzó |
| Sergio Muñoz         | Equipo | 14.600       | 14.000            | 13.966       | 16.000          | 13.833           | 13.266       | 85.665       | 26           | No avanzó | No avanzó         | No avanzó | No avanzó       | No avanzó        | No avanzó  | No avanzó | No avanzó |
| Total                | Equipo | 44.699       | 42.566            | 42.899       | 47.958          | 43.632           | 43.833       | 265.587      | 9            | No avanzó | No avanzó         | No avanzó | No avanzó       | No avanzó        | No avanzó  | No avanzó | No avanzó |

Final individual
| Atleta               | Evento   | Final    | Final             | Final    | Final           | Final            | Final      | Final  | Final  |
| Atleta               | Evento   | Aparatos | Aparatos          | Aparatos | Aparatos        | Aparatos         | Aparatos   | Total  | Puesto |
| Atleta               | Evento   | Suelo    | Caballo con arcos | Anillas  | Salto del potro | Barras paralelas | Barra fija | Total  | Puesto |
| -------------------- | -------- | -------- | ----------------- | -------- | --------------- | ---------------- | ---------- | ------ | ------ |
| Isaac Botella Pérez  | Potro    | —        | —                 | —        | 15.866          | —                | —          | 15.866 | 6      |
| Javier Gómez Fuertes | Concurso | 14.266   | 12.433            | 14.800   | 15.466          | 14.733           | 12.733     | 84.431 | 23     |
| Fabián González      | Concurso | 14.600   | 14.733            | 13.966   | 16.133          | 14.400           | 15.166     | 88.998 | 9      |

Femenino
| Atleta             | Evento   | Calificación | Calificación    | Calificación       | Calificación        | Calificación | Calificación | Final     | Final           | Final              | Final               | Final     | Final     |
| Atleta             | Evento   | Aparatos     | Aparatos        | Aparatos           | Aparatos            | Total        | Puesto       | Aparatos  | Aparatos        | Aparatos           | Aparatos            | Total     | Puesto    |
| Atleta             | Evento   | Suelo        | Salto del potro | Barras asimétricas | Barra de equilibrio | Total        | Puesto       | Suelo     | Salto del potro | Barras asimétricas | Barra de equilibrio | Total     | Puesto    |
| ------------------ | -------- | ------------ | --------------- | ------------------ | ------------------- | ------------ | ------------ | --------- | --------------- | ------------------ | ------------------- | --------- | --------- |
| Ana María Izurieta | Concurso | 14.133       | 14.800          | 12.600             | 12.000              | 53.533       | 33           | No avanzó | No avanzó       | No avanzó          | No avanzó           | No avanzó | No avanzó |

### Gimnasia rítmica
| Atleta             | Evento     | Calificación | Calificación | Calificación | Calificación | Calificación | Calificación | Final     | Final     | Final     | Final     | Final     | Final     |
| Atleta             | Evento     | Aro          | Pelota       | Mazas        | Cinta        | Total        | Puesto       | Aro       | Pelota    | Mazas     | Cinta     | Total     | Puesto    |
| ------------------ | ---------- | ------------ | ------------ | ------------ | ------------ | ------------ | ------------ | --------- | --------- | --------- | --------- | --------- | --------- |
| Carolina Rodríguez | Individual | 26.900       | 26.625       | 27.175       | 26.100       | 106.800      | 14           | No avanzó | No avanzó | No avanzó | No avanzó | No avanzó | No avanzó |

| Atleta                                                                                         | Evento | Calificación | Calificación    | Calificación | Calificación | Final   | Final           | Final  | Final  |
| Atleta                                                                                         | Evento | 5 bolas      | 3 cintas 2 aros | Total        | Puesto       | 5 bolas | 3 cintas 2 aros | Total  | Puesto |
| ---------------------------------------------------------------------------------------------- | ------ | ------------ | --------------- | ------------ | ------------ | ------- | --------------- | ------ | ------ |
| Loreto Achaerandio Sandra Aguilar Elena López Lourdes Mohedano Alejandra Quereda Lidia Redondo | Equipo | 27.150       | 27.400          | 54.550       | 5 Q          | 27.400  | 27.550          | 54.950 | 4      |

## Halterofilia
España clasificó un hombre y una mujer.
| Atleta         | Evento         | Snatch    | Snatch | Clean & Jerk | Clean & Jerk | Total | Puesto |
| Atleta         | Evento         | Resultado | Puesto | Resultado    | Puesto       | Total | Puesto |
| -------------- | -------------- | --------- | ------ | ------------ | ------------ | ----- | ------ |
| Andrés Mata    | Hombres -77 kg | 150       | 8      | 188          | 6            | 338   | 6      |
| Lidia Valentín | Mujeres -75 kg | 120       | 4      | 145          | 4            | 265   | 4      |

## Hípica

### Doma
| Atleta                                                           | Caballo       | Evento     | Grand Prix | Grand Prix | Grand Prix Especial | Grand Prix Especial | Grand Prix Estilo | Grand Prix Estilo | Total             | Total     |
| Atleta                                                           | Caballo       | Evento     | Puntuación | Puesto     | Puntuación          | Puesto              | Técnica           | Estilo            | Puntuación global | Puesto    |
| ---------------------------------------------------------------- | ------------- | ---------- | ---------- | ---------- | ------------------- | ------------------- | ----------------- | ----------------- | ----------------- | --------- |
| Morgan Barbançon                                                 | Painted Black | Individual | 72.751     | 19 Q       | 71.556              | 23                  | No avanzó         | No avanzó         | No avanzó         | No avanzó |
| José Daniel Martín Dockx                                         | Grandioso     | Individual | 69.043     | 39 Q       | 69.286              | 29                  | No avanzó         | No avanzó         | No avanzó         | No avanzó |
| Juan Manuel Muñoz Díaz                                           | Fuego XII     | Individual | 75.608     | 10 Q       | 75.476              | 11 Q                | 74.786            | 83.857            | 79.321            | 10        |
| Morgan Barbançon José Daniel Martín Dockx Juan Manuel Muñoz Díaz | Véase arriba  | Equipo     | 72.467     | 6          | 72.106              | 6                   | —                 | —                 | 72.287            | 7         |

## Hockey sobre hierba
- Equipo masculino:[1] David Alegre, Ramón Alegre, Pol Amat, José Carlos Ballbé, Francisco Cortés, Miguel Delas, Sergi Enrique, Alexandre Fàbregas, Juan Fernández, Santiago Freixa, Xavier Lleonart, Roc Oliva, Pau Quemada, Marc Sallés, Manel Terraza y Eduard Tubau (16 jugadores)

## Judo
Masculino
| Atleta          | Evento | Ronda de 64               | Ronda de 32             | Ronda de 16              | Cuartos                   | Semifinal                 | Repesca 1       | Repesca 2             | Final           | Final     |
| Atleta          | Evento | Rival Resultado           | Rival Resultado         | Rival Resultado          | Rival Resultado           | Rival Resultado           | Rival Resultado | Rival Resultado       | Rival Resultado | Puesto    |
| --------------- | ------ | ------------------------- | ----------------------- | ------------------------ | ------------------------- | ------------------------- | --------------- | --------------------- | --------------- | --------- |
| Sugoi Uriarte   | -66 kg | Faraldo (ITA) G 0100–0000 | Mata (ARU) G 0100–0000  | García (AND) G 0013–0002 | Karimov (AZE) G 0021–0001 | Ungvári (HUN) P 0000–0011 | Exento          | Cho (KOR) P 0001–0000 | No avanzó       | 5         |
| Kiyoshi Uematsu | -73 kg | Exento                    | Isaev (RUS) P 0002–0011 | No avanzó                | No avanzó                 | No avanzó                 | No avanzó       | No avanzó             | No avanzó       | No avanzó |

Femenino
| Atleta              | Evento | Ronda de 32               | Ronda de 16             | Cuartos         | Semifinal       | Repesca 1       | Repesca 2       | Final           | Final     |
| Atleta              | Evento | Rival Resultado           | Rival Resultado         | Rival Resultado | Rival Resultado | Rival Resultado | Rival Resultado | Rival Resultado | Puesto    |
| ------------------- | ------ | ------------------------- | ----------------------- | --------------- | --------------- | --------------- | --------------- | --------------- | --------- |
| Oiana Blanco        | -48 kg | Fukumi (JPN) P 0001–0100  | No avanzó               | No avanzó       | No avanzó       | No avanzó       | No avanzó       | No avanzó       | No avanzó |
| Ana Carrascosa      | -52 kg | Müller (LUX) P 0000–0201  | No avanzó               | No avanzó       | No avanzó       | No avanzó       | No avanzó       | No avanzó       | No avanzó |
| Concepción Bellorín | -57 kg | Karakas (HUN) P 0011–0100 | No avanzó               | No avanzó       | No avanzó       | No avanzó       | No avanzó       | No avanzó       | No avanzó |
| Cecilia Blanco      | -70 kg | Smal (UKR) G 0110–0002    | Sraka (SLO) P 0011–0000 | No avanzó       | No avanzó       | No avanzó       | No avanzó       | No avanzó       | No avanzó |

## Lucha
| Atleta      | Evento | Calificación    | Ronda de 16          | Cuartos              | Semifinal            | Repesca 1       | Repesca 2       | Final                 | Final             |
| Atleta      | Evento | Rival Resultado | Rival Resultado      | Rival Resultado      | Rival Resultado      | Rival Resultado | Rival Resultado | Rival Resultado       | Puesto            |
| ----------- | ------ | --------------- | -------------------- | -------------------- | -------------------- | --------------- | --------------- | --------------------- | ----------------- |
| Maider Unda | -72 kg | Exento          | Betancur (COL) G 3-0 | Ochirbat (MGL) G 3-1 | Hristova (BUL) D 0-3 | Exento          | Exento          | Marzalyuk (BLR) G 2-0 | Medalla de bronce |

## Natación
Masculino
| Atleta                  | Evento               | Eliminatoria | Eliminatoria | Semifinal | Semifinal | Final     | Final     |
| Atleta                  | Evento               | Tiempo       | Puesto       | Tiempo    | Puesto    | Tiempo    | Puesto    |
| ----------------------- | -------------------- | ------------ | ------------ | --------- | --------- | --------- | --------- |
| Francisco José Hervás   | 10 km aguas abiertas | —            | —            | —         | —         | 3.32,27   | 23        |
| Juan Miguel Rando       | 100 m espalda        | 54.93        | 25           | No avanzó | No avanzó | No avanzó | No avanzó |
| Aschwin Wildeboer Faber | 100 m espalda        | 54.36        | 16 Q         | 53.99     | 12        | No avanzó | No avanzó |
| Aschwin Wildeboer Faber | 200 m espalda        | 2:00.02      | 26           | No avanzó | No avanzó | No avanzó | No avanzó |

Femenino
| Concepción Badillo                                                               | 100 m espalda        | 1:12.58 | 39   | No avanzó | No avanzó | No avanzó | No avanzó        |           |           |
| Mireia Belmonte García                                                           | 400 m libre          | 4:08.23 | 13   | —         | —         | No avanzó | No avanzó        |           |           |
| Mireia Belmonte García                                                           | 800 m libre          | 8:25.26 | 4 Q  | —         | —         | 8:18.76   | Medalla de plata |           |           |
| Mireia Belmonte García                                                           | 200 m mariposa       | 2:08.19 | 9 Q  | 2:06.62   | 4 Q       | 2:05:25   | Medalla de plata |           |           |
| Mireia Belmonte García                                                           | 200 m estilo         | 2:11.73 | 6 Q  | 2:11:54   | 10        | No avanzó | No avanzó        |           |           |
| Mireia Belmonte García                                                           | 400 m estilo         | 4:34.70 | 5 Q  | —         | —         | 4:35.62   | 8                |           |           |
| Melani Costa                                                                     | 200 m libre          | 1:57.79 | 4 Q  | 1:57.76   | 9         | No avanzó | No avanzó        |           |           |
| Melani Costa                                                                     | 400 m libre          | 4:06.75 | 9    | —         | —         | No avanzó | No avanzó        |           |           |
| Duane Da Rocha                                                                   | 100 m espalda        | 1:00.57 | 18   | No avanzó | No avanzó | No avanzó | No avanzó        |           |           |
| Duane Da Rocha                                                                   | 200 m espalda        | 2:09.72 | 10 Q | 2:09.88   | 13        | No avanzó | No avanzó        |           |           |
| Claudia Dasca                                                                    | 400 m estilo         | 4:46.80 | 25   | —         | —         | No avanzó | No avanzó        | No avanzó | No avanzó |
| Marina García                                                                    | 100 m espalda        | 1:08.64 | 25   | No avanzó | No avanzó | No avanzó | No avanzó        |           |           |
| Marina García                                                                    | 200 m espalda        | 2:27.57 | 20   | No avanzó | No avanzó | No avanzó | No avanzó        |           |           |
| Beatriz Gómez                                                                    | 200 m estilo         | 2:13.93 | 15 Q | 2:15:12   | 16        | No avanzó | No avanzó        |           |           |
| Judit Ignacio Sorribes                                                           | 100 m mariposa       | 59.42   | 26   | No avanzó | No avanzó | No avanzó | No avanzó        |           |           |
| Judit Ignacio Sorribes                                                           | 200 m mariposa       | 2:08.14 | 7 Q  | 2:08.96   | 15        | No avanzó | No avanzó        |           |           |
| Erika Villaécija García                                                          | 800 m libre          | 8:27.99 | 10   | —         | —         | No avanzó | No avanzó        |           |           |
| Erika Villaécija García                                                          | 10 km aguas abiertas | —       | —    | —         | —         | 1:58:49.5 | 8                |           |           |
| Mireia Belmonte García Patricia Castro Melani Costa Lydia Morant                 | 4×200 m libre        | 7:54.59 | 10   | —         | —         | No avanzó | No avanzó        |           |           |
| Patricia Castro Duane Da Rocha Marina García Judit Ignacio Sorribes Lydia Morant | 4×100 m estilo       | 4:03.05 | 12   | —         | —         | No avanzó | No avanzó        |           |           |

## Natación sincronizada
| Atletas | Eventos | Rutina técnica | Rutina técnica | Rutina libre (eliminatoria) | Rutina libre (eliminatoria) | Rutina libre (eliminatoria) | Rutina libre (final) | Rutina libre (final)    | Rutina libre (final) |
| Atletas | Eventos | Puntos         | Puesto         | Puntos                      | Total (técnica + libre)     | Puesto                      | Puntos               | Total (técnica + libre) | Puesto               |
| --- | ------- | -------------- | -------------- | --------------------------- | --------------------------- | --------------------------- | -------------------- | ----------------------- | -------------------- |
| Ona Carbonell Andrea Fuentes | Dúo     | 96.000         | 3              | 96.590                      | 192.590                     | 3 Q                         | 96.900               | 192.900                 | Medalla de plata     |
| Clara Basiana Alba Cabello Ona Carbonell Margalida Crespí Andrea Fuentes Thais Henríquez Paula Klamburg Irene Montrucchio Laia Pons | Equipo  | 96.200         | 3              | —                           | —                           | —                           | 96.920               | 193.120                 | Medalla de bronce    |

## Piragüismo

### Aguas tranquilas
| Atletas              | Evento               | Eliminatoria | Eliminatoria | Semifinal | Semifinal | Final    | Final            |
| Atletas              | Evento               | Tiempo       | Puesto       | Tiempo    | Puesto    | Tiempo   | Puesto           |
| -------------------- | -------------------- | ------------ | ------------ | --------- | --------- | -------- | ---------------- |
| Alfonso Benavides    | C-1 200 m masculino  | 40.993       | 1 S          | 40.619    | 2 FA      | 43.038   | 4                |
| David Cal            | C-1 1000 m masculino | 3:54.590     | 1 S          | 3:52.767  | 3 FA      | 3:48.053 | Medalla de plata |
| Saúl Craviotto       | K-1 200 m masculino  | 35.552       | 1 S          | 35.597    | 2 FA      | 36.540   | Medalla de plata |
| Francisco Cubelos    | K-1 1000 m masculino | 3:37.791     | 5 S          | 3:31.833  | 4 FA      | 3:32.521 | 7                |
| María Teresa Portela | K-1 200 m femenino   | 41.263       | 1 S          | 40.898    | 2 FA      | 45.326   | 4                |

Leyenda: S = Calificado para semifinal; FA = Calificado para la final A (medallas); FB = Calificado para la final B (no medallas)

### Eslalon
| Atleta            | Evento       | Rondas previas | Rondas previas | Rondas previas | Rondas previas | Rondas previas | Rondas previas | Semifinal | Semifinal | Final  | Final             |
| Atleta            | Evento       | Ronda 1        | Puesto         | Ronda 2        | Puesto         | Mejor          | Puesto         | Time      | Puesto    | Time   | Puesto            |
| ----------------- | ------------ | -------------- | -------------- | -------------- | -------------- | -------------- | -------------- | --------- | --------- | ------ | ----------------- |
| Ander Elosegi     | C1 Masculino | 93.24          | 2              | 96.60          | 8              | 93.24          | 6 Q            | 104.04    | 4 Q       | 102.61 | 4                 |
| Samuel Hernanz    | K1 Masculino | 87.07          | 1              | 91.25          | 12             | 87.07          | 3 Q            | 97.18     | 4 Q       | 96.95  | 5                 |
| Maialen Chourraut | K1 Femenino  | 98.75          | 1              | 107.91         | 10             | 98.75          | 1 Q            | 108.34    | 2 Q       | 106.87 | Medalla de bronce |

## Saltos
España clasificó a 2 saltadores:
Masculino
| Atleta        | Evento          | Preliminares | Preliminares | Semifinal | Semifinal | Final  | Final  |
| Atleta        | Evento          | Puntos       | Puesto       | Puntos    | Puesto    | Puntos | Puesto |
| ------------- | --------------- | ------------ | ------------ | --------- | --------- | ------ | ------ |
| Javier Illana | 3 m springboard | 460.35       | 8 Q          | 458.05    | 10 Q      | 371.60 | 12     |

Femenino
| Atleta          | Evento          | Preliminares | Preliminares | Semifinal | Semifinal | Final     | Final     |
| Atleta          | Evento          | Puntos       | Puesto       | Puntos    | Puesto    | Puntos    | Puesto    |
| --------------- | --------------- | ------------ | ------------ | --------- | --------- | --------- | --------- |
| Jenifer Benítez | 3 m springboard | 224.60       | 30           | No avanzó | No avanzó | No avanzó | No avanzó |

## Taekwondo
| Atletas        | Evento           | Ronda de 16          | Cuartos              | Semifinales           | Repesca 1       | Repesca 2       | Final                  | Final            |
| Atletas        | Evento           | Rival Resultado      | Rival Resultado      | Rival Resultado       | Rival Resultado | Rival Resultado | Rival Resultado        | Rank             |
| -------------- | ---------------- | -------------------- | -------------------- | --------------------- | --------------- | --------------- | ---------------------- | ---------------- |
| Joel González  | Masculino -58 kg | Sanli (SWE) V 7–6    | Khalil (AUS) V 5–3   | Muñoz (COL) V 13–4    | Exento          | Exento          | Dae-Hoon (KOR) V 17-8  | Medalla de oro   |
| Nicolás García | Hombres -80 kg   | Karami (IRI) V 8–2   | Muhammad (GBR) V 7–3 | Sarmiento (ITA) V 2–1 | Exento          | Exento          | Crismanich (ARG) D 0-1 | Medalla de plata |
| Brigitte Yagüe | Women's -49 kg   | Carstens (PAN) V 7–2 | Alegría (MEX) V 8–0  | Sonkham (THA) V 10–9  | Exento          | Exento          | Wu (CHN) D 1-8         | Medalla de plata |

## Tenis
España clasificó a 12 tenistas. La lista final se dio a conocer el 11 de junio de 2012.
Masculino
| Atleta                       | Evento     | Ronda de 64                         | Ronda de 32                                                   | Ronda de 16                                | Cuartos                              | Semifinales                                   | Final                                           | Final     |           |
| Atleta                       | Evento     | Rival Resultado                     | Rival Resultado                                               | Rival Resultado                            | Rival Resultado                      | Rival Resultado                               | Rival Resultado                                 | Puesto    |           |
| ---------------------------- | ---------- | ----------------------------------- | ------------------------------------------------------------- | ------------------------------------------ | ------------------------------------ | --------------------------------------------- | ----------------------------------------------- | --------- | --------- |
| Nicolás Almagro              | Individual | Troicki (SRB) V 6–4, 7–6(7–3)       | Bogomolov Jr. (RUS) V 6–2, 6–2                                | Darcis (BEL) V 7–5, 6–3                    | Murray (GBR) D 4–6, 1–6              | No avanzó                                     | No avanzó                                       | No avanzó |           |
| David Ferrer                 | Individual | Pospisil (CAN) V 6–4, 6–4           | Kavčič (SLO) V 6–2, 6–2                                       | Nishikori (JPN) D 0–6, 6–3, 4–6            | No avanzó                            | No avanzó                                     | No avanzó                                       | No avanzó |           |
| Feliciano López              | Individual | Tursunov (RUS) V 6–7(5–7), 6–2– 9–7 | Mónaco (ARG) V 6–4, 6–4                                       | Tsonga (FRA) D 6–7, 4–6                    | No avanzó                            | No avanzó                                     | No avanzó                                       | No avanzó |           |
| Fernando Verdasco            | Individual | Istomin (UZB) D 4–6, 6–7(9–11)      | No avanzó                                                     | No avanzó                                  | No avanzó                            | No avanzó                                     | No avanzó                                       | No avanzó |           |
| David Ferrer Feliciano López | Dobles     | —                                   | Fyrstenberg (POL) / Matkowski (POL) V 7–6(9–7), 6–7(6–8), 8–6 | Melzer (AUT) / Peya (AUT) V 6–3, 3–6, 11–9 | Čilić (CRO) / Dodig (CRO) V 6–4, 6-4 | Llodrá (FRA) / Tsonga (FRA) D 3–6, 6-4, 16-18 | Benneteau (FRA) / Gasquet (FRA) D 6–7(4–7), 2–6 | 4         |           |
| Marcel Granollers Marc López | Dobles     | —                                   | Erlich (ISR) / Ram (ISR) D 6–7(5–7), 6–7(3–7)                 | No avanzó                                  | No avanzó                            | No avanzó                                     | No avanzó                                       | No avanzó | No avanzó |

Femenino
| Atleta                                             | Evento     | Ronda de 64                     | Ronda de 32                                 | Ronda de 16                         | Cuartos         | Semifinales     | Final           | Final     |
| Atleta                                             | Evento     | Rival Resultado                 | Rival Resultado                             | Rival Resultado                     | Rival Resultado | Rival Resultado | Rival Resultado | Puesto    |
| -------------------------------------------------- | ---------- | ------------------------------- | ------------------------------------------- | ----------------------------------- | --------------- | --------------- | --------------- | --------- |
| María José Martínez Sánchez                        | Individual | Hercog (SLO) V 6–2, 6–4         | Azarenka (BLR) D 1–6, 2–6                   | No avanzó                           | No avanzó       | No avanzó       | No avanzó       | No avanzó |
| Anabel Medina Garrigues                            | Individual | Wickmayer (BEL) D 2–6, 6–4, 5–7 | No avanzó                                   | No avanzó                           | No avanzó       | No avanzó       | No avanzó       | No avanzó |
| Carla Suárez Navarro                               | Individual | Stosur (AUS) V 3–6, 7–5, 10–8   | Clijsters (BEL) D 3–6, 3–6                  | No avanzó                           | No avanzó       | No avanzó       | No avanzó       | No avanzó |
| Silvia Soler                                       | Individual | Watson (GBR) D 2–6, 2–6         | No avanzó                                   | No avanzó                           | No avanzó       | No avanzó       | No avanzó       | No avanzó |
| Nuria Llagostera Vives María José Martínez Sánchez | Dobles     | —                               | Dellacqua (AUS) / Stosur (AUS) V 6–1, 6–1   | Peng (CHN) / Zheng (CHN) D 4–6, 2–6 | No avanzó       | No avanzó       | No avanzó       | No avanzó |
| Anabel Medina Garrigues Arantxa Parra Santonja     | Dobles     | —                               | Pennetta (ITA) / Schiavone (ITA) D 6–7, 4–6 | No avanzó                           | No avanzó       | No avanzó       | No avanzó       | No avanzó |

## Tenis de mesa
España clasificó atletas para individuales y por equipos femenino.
| Atleta                                | Evento               | Previa          | Ronda 1           | Ronda 2              | Ronda 3            | Ronda 4         | Cuartos         | Semifinales     | Final           | Final     |
| Atleta                                | Evento               | Rival Resultado | Rival Resultado   | Rival Resultado      | Rival Resultado    | Rival Resultado | Rival Resultado | Rival Resultado | Rival Resultado | Puesto    |
| ------------------------------------- | -------------------- | --------------- | ----------------- | -------------------- | ------------------ | --------------- | --------------- | --------------- | --------------- | --------- |
| He Zhi Wen                            | Masculino individual | Exento          | Exento            | Wang (POL) V 4–1     | Crișan (ROU) D 2–4 | No avanzó       | No avanzó       | No avanzó       | No avanzó       | No avanzó |
| Carlos Machado                        | Masculino individual | Exento          | Aruna (NGR) D 2–4 | No avanzó            | No avanzó          | No avanzó       | No avanzó       | No avanzó       | No avanzó       | No avanzó |
| Sara Ramírez                          | Femenino individual  | Exento          | Das (IND) V 4–1   | Pesotska (UKR) D 1–4 | No avanzó          | No avanzó       | No avanzó       | No avanzó       | No avanzó       | No avanzó |
| Shen Yanfei                           | Femenino individual  | Exento          | Exento            | Exento               | Li (FRA) V 4–0     | Kim (KOR) D 1–4 | No avanzó       | No avanzó       | No avanzó       | No avanzó |
| Galia Dvorak Sara Ramírez Shen Yanfei | Femenino equipos     | —               | —                 | —                    | —                  | (CHN) D 0–3     | No avanzó       | No avanzó       | No avanzó       | No avanzó |

## Tiro con arco
España clasificó a dos arqueros.
Men
| Atleta       | Evento               | Ronda     | Ronda   | Ronda de 64              | Ronda de 32           | Ronda de 16     | Cuartos de final | Semifinales     | Final           | Final     |
| Atleta       | Evento               | Resultado | Ranquin | Rival Resultado          | Rival Resultado       | Rival Resultado | Rival Resultado  | Rival Resultado | Rival Resultado | Puesto    |
| ------------ | -------------------- | --------- | ------- | ------------------------ | --------------------- | --------------- | ---------------- | --------------- | --------------- | --------- |
| Elías Cuesta | Individual masculino | 660       | 41      | Ivashko (UKR) (24) D 4–6 | No avanzó             | No avanzó       | No avanzó        | No avanzó       | No avanzó       | No avanzó |
| Iria Grandal | Individual femenino  | 618       | 53      | Rendon (COL) (12) V 6–5  | Choi (KOR) (21) D 5–6 | No avanzó       | No avanzó        | No avanzó       | No avanzó       | No avanzó |

## Tiro olímpico
España clasificó a ocho atletas.
Masculino
| Atleta             | Evento                       | Clasificación | Clasificación | Final     | Final     |
| Atleta             | Evento                       | Puntos        | Puesto        | Puntos    | Puesto    |
| ------------------ | ---------------------------- | ------------- | ------------- | --------- | --------- |
| Juan José Aramburu | Skeet                        | 115           | 23            | No avanzó | No avanzó |
| Pablo Carrera      | Pistola 50 m                 | 554           | 22            | No avanzó | No avanzó |
| Pablo Carrera      | Pistola de aire 10 m         | 585           | 4 Q           | 683.3     | 6         |
| Alberto Fernández  | Foso                         | 116           | 25            | No avanzó | No avanzó |
| Jorge Llames       | Pistola rápida de fuego 25 m | 579           | 11            | No avanzó | No avanzó |
| Javier López       | Rifle 3 posiciones 50 m      | 1151          | 36            | No avanzó | No avanzó |
| Javier López       | Rifle en pos. tendida 50 m   | 589           | 34            | No avanzó | No avanzó |
| Javier López       | Rifle de aire 10 m           | 588           | 41            | No avanzó | No avanzó |
| Jesús Serrano      | Foso                         | 123           | 3 Q           | 144       | 5         |

Femenino
| Atleta         | Evento               | Clasificación | Clasificación | Final     | Final     |
| Atleta         | Evento               | Puntos        | Puesto        | Puntos    | Puesto    |
| -------------- | -------------------- | ------------- | ------------- | --------- | --------- |
| Sonia Franquet | Pistola 25 m         | 579           | 22            | No avanzó | No avanzó |
| Sonia Franquet | Pistola de aire 10 m | 378           | 26            | No avanzó | No avanzó |
| Fátima Gálvez  | Foso                 | 70            | 6 Q           | 87        | 5         |

## Triatlón
| Atletas             | Evento  | Natación (1.5 km) | Tramo 1 | Ciclismo (40 km) | Tramo 2 | Carrera (10 km) | Total      | Puesto           |
| ------------------- | ------- | ----------------- | ------- | ---------------- | ------- | --------------- | ---------- | ---------------- |
| Mario Mola          | Hombres | 18:09             | 0:38    | 59:40            | 0:29    | 30:27           | 1:49:23    | 19               |
| Javier Gómez Noya   | Hombres | 17:00             | 0:36    | 59:16            | 0:28    | 29:16           | 1:46:36    | Medalla de plata |
| José Miguel Pérez   | Hombres | 18:07             | 0:40    | 59:40            | 0:29    | 30:57           | 1:49:53    | 24               |
| Marina Damlaimcourt | Mujeres | 19:20             | 0:44    | 1:05:36          | 0:30    | 36:40           | 2:02:50.00 | 24               |
| Ainhoa Murua        | Mujeres | 19:21             | 0:39    | 1:05:37          | 0:32    | 34:47           | 2:00:56.00 | 7                |
| Zuriñe Rodríguez    | Mujeres | 19:49             | 0:42    | 1:06:56          | 0:36    | 40:41           | 2:08:44.00 | 44               |

## Vela
Masculino
| Atleta                         | Evento | Carrera | Carrera | Carrera | Carrera | Carrera | Carrera | Carrera | Carrera | Carrera | Carrera | Carrera | Puntuación | Ranquin final |
| Atleta                         | Evento | 1       | 2       | 3       | 4       | 5       | 6       | 7       | 8       | 9       | 10      | M*      | Puntuación | Ranquin final |
| ------------------------------ | ------ | ------- | ------- | ------- | ------- | ------- | ------- | ------- | ------- | ------- | ------- | ------- | ---------- | ------------- |
| Iván Pastor                    | RS:X   | 22      | 24      | 20      | 39      | 19      | 25      | 8       | 25      | 2       | 5       | EL      | 150        | 16            |
| Javier Hernández               | Laser  | 34      | 17      | 13      | 15      | 26      | 13      | 6       | 17      | 2       | 9       | EL      | 118        | 12            |
| Rafael Trujillo                | Finn   | 12      | 12      | 12      | 23      | 7       | 4       | 15      | 1       | 13      | 4       | 6       | 109        | 8             |
| Onán Barreiros Aarón Sarmiento | 470    | 7       | 8       | 12      | 27      | 24      | 6       | 10      | 13      | 15      | 9       | EL      | 104        | 11            |

Femenino
| Atleta                      | Evento       | Carrera | Carrera | Carrera | Carrera | Carrera | Carrera | Carrera | Carrera | Carrera | Carrera | Carrera | Puntuación | Ranquin final  |
| Atleta                      | Evento       | 1       | 2       | 3       | 4       | 5       | 6       | 7       | 8       | 9       | 10      | M*      | Puntuación | Ranquin final  |
| --------------------------- | ------------ | ------- | ------- | ------- | ------- | ------- | ------- | ------- | ------- | ------- | ------- | ------- | ---------- | -------------- |
| Marina Alabau               | RS:X         | 2       | 1       | 1       | 1       | 5       | 2       | 3       | 8       | 6       | 3       | 2       | 26         | Medalla de oro |
| Alicia Cebrián              | Laser Radial | 15      | 11      | 14      | 9       | 24      | 23      | 5       | 9       | 2       | 13      | EL      | 101        | 11             |
| Berta Betanzos Tara Pacheco | 470          | 15      | 14      | 8       | 16      | 13      | 8       | 11      | 4       | 7       | 13      | 8       | 101        | 10             |

Match racing
| Atletas                                      | Evento     | Fase de grupos | Fase de grupos | Fase de grupos | Fase de grupos | Fase de grupos | Fase de grupos | Fase de grupos | Fase de grupos | Fase de grupos | Fase de grupos | Fase de grupos | Posición | Eliminatorias | Eliminatorias | Eliminatorias | Posición       |
| Atletas                                      | Evento     | Fase de grupos | Fase de grupos | Fase de grupos | Fase de grupos | Fase de grupos | Fase de grupos | Fase de grupos | Fase de grupos | Fase de grupos | Fase de grupos | Fase de grupos | Posición | Cuartos       | Semifinales   | Final         | Posición       |
| -------------------------------------------- | ---------- | -------------- | -------------- | -------------- | -------------- | -------------- | -------------- | -------------- | -------------- | -------------- | -------------- | -------------- | -------- | ------------- | ------------- | ------------- | -------------- |
| Támara Echegoyen Ángela Pumariega Sofía Toro | Elliott 6m | (GBR) V        | (USA) V        | (NZL) V        | (RUS) D        | (NED) V        | (SWE) V        | (FRA) V        | (FIN) D        | (AUS) D        | (POR) V        | (DEN) V        | 3        | (FRA) V 3-0   | (RUS) V 2-1   | (AUS) V 3-2   | Medalla de oro |

Open
| Atletas                        | Evento | Carrera | Carrera | Carrera | Carrera | Carrera | Carrera | Carrera | Carrera | Carrera | Carrera | Carrera | Carrera | Carrera | Carrera | Carrera | Carrera | Puntos | Posición |
| Atletas                        | Evento | 1       | 2       | 3       | 4       | 5       | 6       | 7       | 8       | 9       | 10      | 11      | 12      | 13      | 14      | 15      | M*      | Puntos | Posición |
| ------------------------------ | ------ | ------- | ------- | ------- | ------- | ------- | ------- | ------- | ------- | ------- | ------- | ------- | ------- | ------- | ------- | ------- | ------- | ------ | -------- |
| Xabier Fernández Iker Martínez | 49er   | 15      | 6       | 7       | 3       | 14      | 18      | 3       | 15      | 12      | 14      | 8       | 14      | 8       | 15      | 12      | EL      | 146    | 12       |

## Vóley playa
| Atleta                           | Evento  | Preliminares | Standing | Ronda 16                                          | Cuartos         | Semifinal       | Final           | Final     |
| Atleta                           | Evento  | Rival Resultado | Standing | Rival Resultado                                   | Rival Resultado | Rival Resultado | Rival Resultado | Puesto    |
| -------------------------------- | ------- | --- | -------- | ------------------------------------------------- | --------------- | --------------- | --------------- | --------- |
| Adrián Gavira Pablo Herrera      | Men's   | Grupo B Beneš – Kubala (CZE) W 2 – 0 (25–23, 21–16) Dalhausser – Rogers (USA) L 1 – 2 (21–18, 16–21, 13–15) Asahi – Shiratori (JPN) W 2 – 0 (21–19, 22–20)   | 2 Q      | Santos – Cunha (BRA) L 0 – 2 (18–21, 19–21)       | No avanzó       | No avanzó       | No avanzó       | No avanzó |
| Elsa Baquerizo Liliana Fernández | Women's | Grupo D Keizer – van Iersel (NED) W 2 – 1 (14–21, 21–16, 15–11) Gallay – Zonta (ARG) W 2 – 0 (22–20, 21–16) Kessy – Ross (USA) L 1 – 2 (19–21, 21–19, 17–19) | 2 Q      | Menegatti – Cicolari (ITA) L 0 – 2 (15–21, 15–21) | No avanzó       | No avanzó       | No avanzó       | No avanzó |

## Waterpolo
Masculino
| N.º | Nombre           | Pos. | Altura | Peso   | Nacimiento              | Club                   |
| --- | ---------------- | ---- | ------ | ------ | ----------------------- | ---------------------- |
| 1   | Iñaki Aguilar    | POR  | 1.89 m | 82 kg  | 9 de septiembre de 1983 | CN Sabadell            |
| 2   | Mario García     | DEF  | 1.90 m | 91 kg  | 15 de julio de 1983     | Real Canoe             |
| 3   | David Martín     | DEF  | 1.77 m | 78 kg  | 2 de enero de 1977      | CN Atlètic-Barceloneta |
| 4   | Bálazs Szirányi  | ATA  | 1.96 m | 108 kg | 10 de enero de 1983     | Real Canoe             |
| 5   | Guillermo Molina | ATA  | 1.94 m | 108 kg | 16 de marzo de 1984     | Pro Recco              |
| 6   | Marc Minguell    | ATA  | 1.86 m | 95 kg  | 14 de enero de 1985     | CN Posillipo           |
| 7   | Blai Mallarach   | ATA  | 1.87 m | 87 kg  | 21 de agosto de 1987    | HAVK Mladost           |
| 8   | Albert Español   | DEF  | 1.89 m | 86 kg  | 29 de octubre de 1986   | CN Atlètic-Barceloneta |
| 9   | Xavier Vallès    | ATA  | 1.91 m | 94 kg  | 4 de septiembre de 1979 | CN Atlètic-Barceloneta |
| 10  | Felipe Perrone   | DEF  | 1.83 m | 95 kg  | 27 de febrero de 1986   | Pro Recco              |
| 11  | Iván Pérez       | ATA  | 1.97 m | 109 kg | 29 de junio de 1971     | CN Sabadell            |
| 12  | Xavier García    | ATA  | 1.98 m | 92 kg  | 5 de enero de 1984      | VK Primorje Rijeka     |
| 13  | Daniel López     | POR  | 1.91 m | 87 kg  | 16 de julio de 1980     | CN Atlètic-Barceloneta |

Entrenador: Rafael Aguilar Morillo
Fase de grupos
| País       | Jug | G | E | P | GF | GC | DG  | Puntos |
| ---------- | --- | - | - | - | -- | -- | --- | ------ |
| Croacia    | 5   | 5 | 0 | 0 | 50 | 29 | +21 | 10     |
| Italia     | 5   | 3 | 1 | 1 | 40 | 36 | +4  | 7      |
| España     | 5   | 3 | 0 | 2 | 52 | 42 | +10 | 6      |
| Australia  | 5   | 2 | 0 | 3 | 40 | 44 | -4  | 4      |
| Grecia     | 5   | 1 | 1 | 3 | 41 | 43 | −2  | 3      |
| Kazajistán | 5   | 0 | 0 | 5 | 24 | 53 | −29 | 0      |

| 29 de julio de 2012, 11:20 (UTC+1) | Kazajistán         | (6:14) (2:4), (1:5) (1:3) (2:2) | España    | Water Polo Arena, Parque Olímpico de Londres, Londres    |                                                          |
|                                    | Gubarev, Ushakov 2 |                                 | Perrone 5 | Árbitro(s): Marijo Brguljan Montenegro, Spiegel Alemania | Árbitro(s): Marijo Brguljan Montenegro, Spiegel Alemania |

| 31 de julio de 2012, 11:20 (UTC+1) | Croacia        | (8:7) (2:1), (3:2) (2:4) (1:0) | España    | Water Polo Arena, Parque Olímpico de Londres, Londres |                                                |
|                                    | Sukno, Dobud 2 |                                | Español 4 | Árbitro(s): Margeta Eslovenia, Koryzna Polonia        | Árbitro(s): Margeta Eslovenia, Koryzna Polonia |

| 2 de agosto de 2012, 10:00 (UTC+1) | España           | (13:9) (2:1), (3:3) (4:1) (4:4) | Australia | Water Polo Arena, Parque Olímpico de Londres, Londres |                                                  |
|                                    | tres jugadores 2 |                                 | Miller 5  | Árbitro(s): Ćirić Serbia, Rotsart Estados Unidos      | Árbitro(s): Ćirić Serbia, Rotsart Estados Unidos |

| 4 de agosto de 2012, 14:10 (UTC+1) | Grecia    | (9:11) (3:4), (2:4) (2:1) (2:2) | España           | Water Polo Arena, Parque Olímpico de Londres, Londres |                                                       |
|                                    | Delakas 3 |                                 | tres jugadores 3 | Árbitro(s): Brguljan Montenegro, Alexandrescu Rumania | Árbitro(s): Brguljan Montenegro, Alexandrescu Rumania |

| 6 de agosto de 2012, 19:40 (UTC+1) | España    | (7:10) (0:2), (3:4) (1:2) (3:2) | Italia   | Water Polo Arena, Parque Olímpico de Londres, Londres |                                                      |
|                                    | Español 3 |                                 | Premuš 3 | Árbitro(s): Alexandrescu Rumania, Stampalija Croacia  | Árbitro(s): Alexandrescu Rumania, Stampalija Croacia |

Cuartos de final
| 8 de agosto de 2012, 14:30 (UTC+1) | España           | (9:11) (4:4), (1:3) (1:3) (3:1) | Montenegro | Water Polo Arena, Parque Olímpico de Londres, Londres |                                                    |
|                                    | Alférez, Trias 4 | Reporte                         | Zlokovic 4 | Árbitro(s): Alexandrescu Rumania, Spiegel Alemania    | Árbitro(s): Alexandrescu Rumania, Spiegel Alemania |

Semifinal del 8º al 5º puesto
| 10 de agosto de 2012, 14:20 (UTC+1) | Estados Unidos     | (7:8) (1:3), (1:2) (2:1) (3:2) | España    | Water Polo Arena, Parque Olímpico de Londres, Londres |                                              |
|                                     | Powers, Beaubien 2 |                                | Perrone 3 | Árbitro(s): Brguljan Croacia, Juhasz Hungría          | Árbitro(s): Brguljan Croacia, Juhasz Hungría |

Partido por el 5º puesto
| 12 de agosto de 2012, 11:40 (UTC+1) | España     | (8:14) (1:4), (2:3) (1:5) (4:2) | Hungría       | Water Polo Arena, Parque Olímpico de Londres, Londres   |                                                         |
|                                     | Minguell 3 |                                 | 6 jugadores 2 | Árbitro(s): Brguljan Montenegro, Balfanbayev Kazajistán | Árbitro(s): Brguljan Montenegro, Balfanbayev Kazajistán |

Femenino
| N.º | Nombre          | Pos. | Altura | Peso | Nacimiento               | Club               |
| --- | --------------- | ---- | ------ | ---- | ------------------------ | ------------------ |
| 1   | Laura Ester     | POR  | 1,70m  | 56kg | 22 de enero de 1990      | CN Sabadell        |
| 2   | Marta Bach      | DEF  | 1.76m  | 66kg | 17 de febrero de 1993    | CN Mataró          |
| 3   | Anna Espar      | ATA  | 1.80m  | 66kg | 8 de enero de 1993       | CN Sabadell        |
| 4   | Roser Tarragó   | ATA  | 1.70m  | 59kg | 25 de marzo de 1993      | CN Mataró          |
| 5   | Matilde Ortiz   | DEF  | 1.74m  | 64kg | 16 de septiembre de 1990 | CW Sevilla         |
| 6   | Jennifer Pareja | ATA  | 1.74m  | 63kg | 8 de mayo de 1984        | CN Sabadell        |
| 7   | Lorena Miranda  | DEF  | 1.74m  | 73kg | 7 de abril de 1991       | CW Dos Hermanas    |
| 8   | Pilar Peña      | ATA  | 1.72m  | 61kg | 4 de abril de 1986       | CN Sabadell        |
| 9   | Andrea Blas     | ATA  | 1.73m  | 81kg | 14 de febrero de 1992    | EW Zaragoza        |
| 10  | Ona Meseguer    | ATA  | 1.67m  | 62kg | 1 de marzo de 1978       | CN Sant Andreu     |
| 11  | Maica García    | ATA  | 1.88m  | 90kg | 17 de octubre de 1990    | CN Sabadell        |
| 12  | Laura López     | DEF  | 1.70m  | 63kg | 13 de enero de 1988      | CN Madrid Moscardó |
| 13  | Ana Copado      | POR  | 1.80m  | 70kg | 31 de marzo de 1980      | CN Barcelona       |

Seleccionador: Miguel Ángel Oca
Fase de grupos
| Equipo         | Pts | PJ | PG | PE | PP | GF | GC | Dif |
| -------------- | --- | -- | -- | -- | -- | -- | -- | --- |
| España         | 5   | 3  | 2  | 1  | 0  | 33 | 26 | 7   |
| Estados Unidos | 5   | 3  | 2  | 1  | 0  | 30 | 28 | 2   |
| Hungría        | 2   | 3  | 1  | 0  | 2  | 35 | 37 | -2  |
| China          | 0   | 3  | 0  | 0  | 3  | 22 | 29 | -7  |